# Saint-Urbain (Vendée)
 Saint-Urbain  es una población y comuna francesa, en la región de Países del Loira, departamento de Vendée, en el distrito de Les Sables-d'Olonne y canton de Beauvoir-sur-Mer.

## Demografía
| 595 | 580 | 562 | 565 | 621 | 770 |
| Para los censos de 1962 a 1999 la población legal corresponde a la población sin duplicidades (Fuente: INSEE [Consultar]) |     |     |     |     |     |